# Paula Jones
Paula Corbin Jones, född Paula Rosalee Corbin den 17 september 1966 i Lonoke, Arkansas, är en amerikansk före detta statligt anställd som 1994 stämde USA:s president Bill Clinton för sexuella trakasserier som ska ha börjat under hans tid som guvernör i delstaten Arkansas 1991. I en uppgörelse samtyckte Clinton till att betala Jones och hennes advokater totalt $850 000 för att dra tillbaka stämningen innan åtal väcktes.
Fallet Paula Jones ledde till att Clinton ställdes inför riksrätt anklagad för mened och hindrande av rättvisan. Särskilde åklagaren Kenneth Starr menade att Bill Clinton ljugit om sin relation till Vita huset-praktikanten Monica Lewinsky, när han förnekade att han haft en sexuell relation med henne.